# タングルウッド

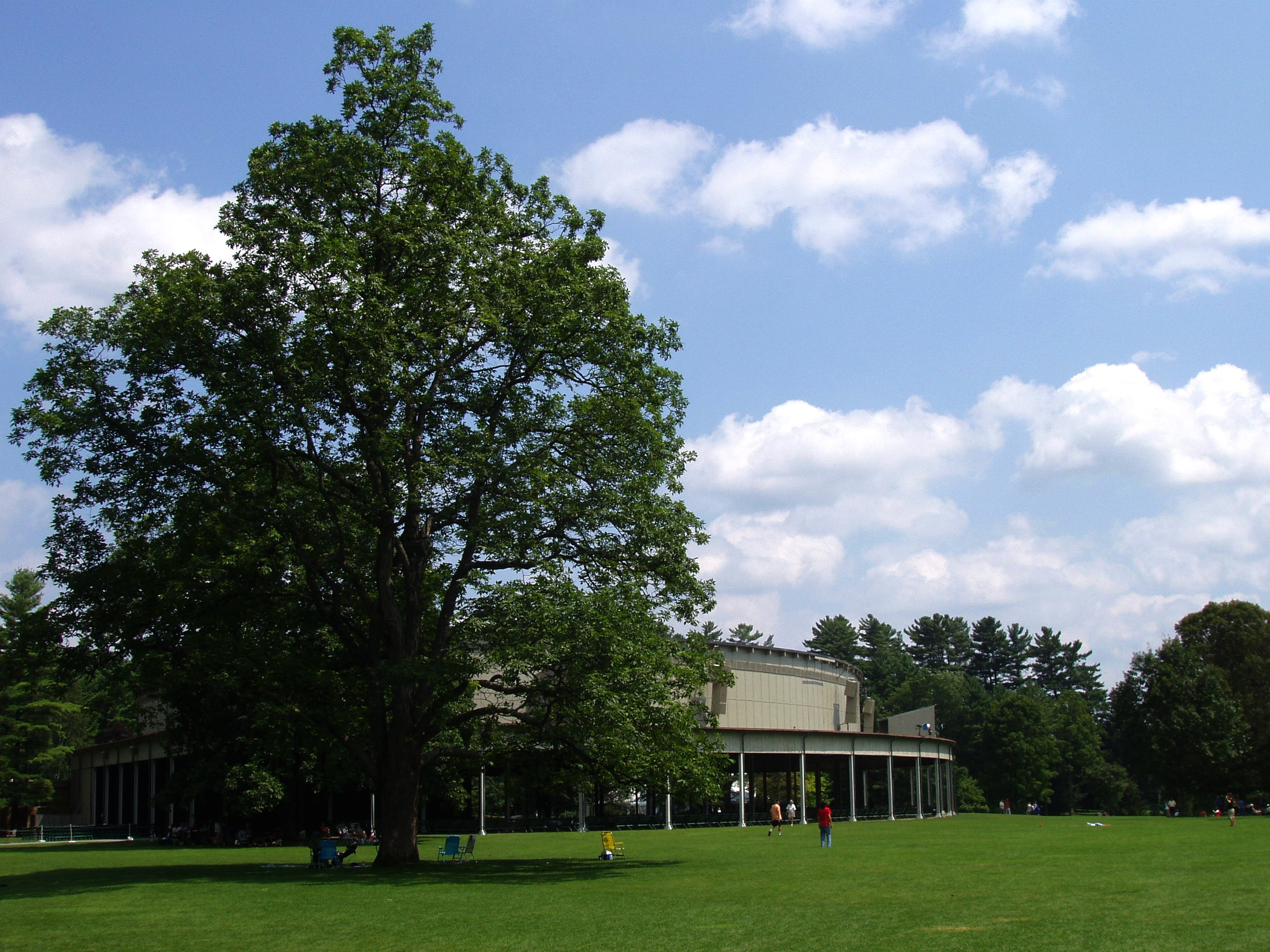
クーセヴィツキー・ミュージック・シェッド

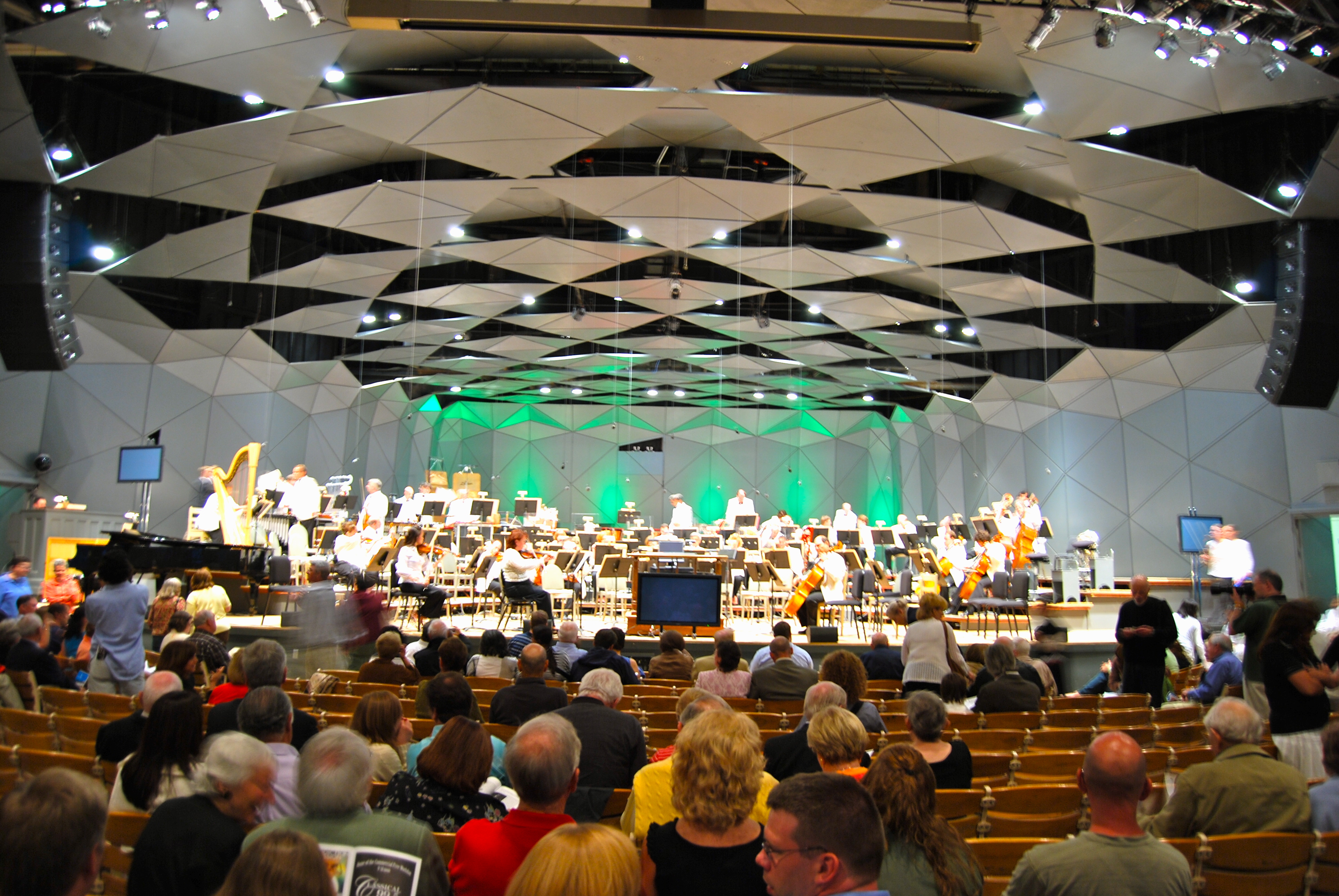
クーセヴィツキー・ミュージック・シェッドの内部

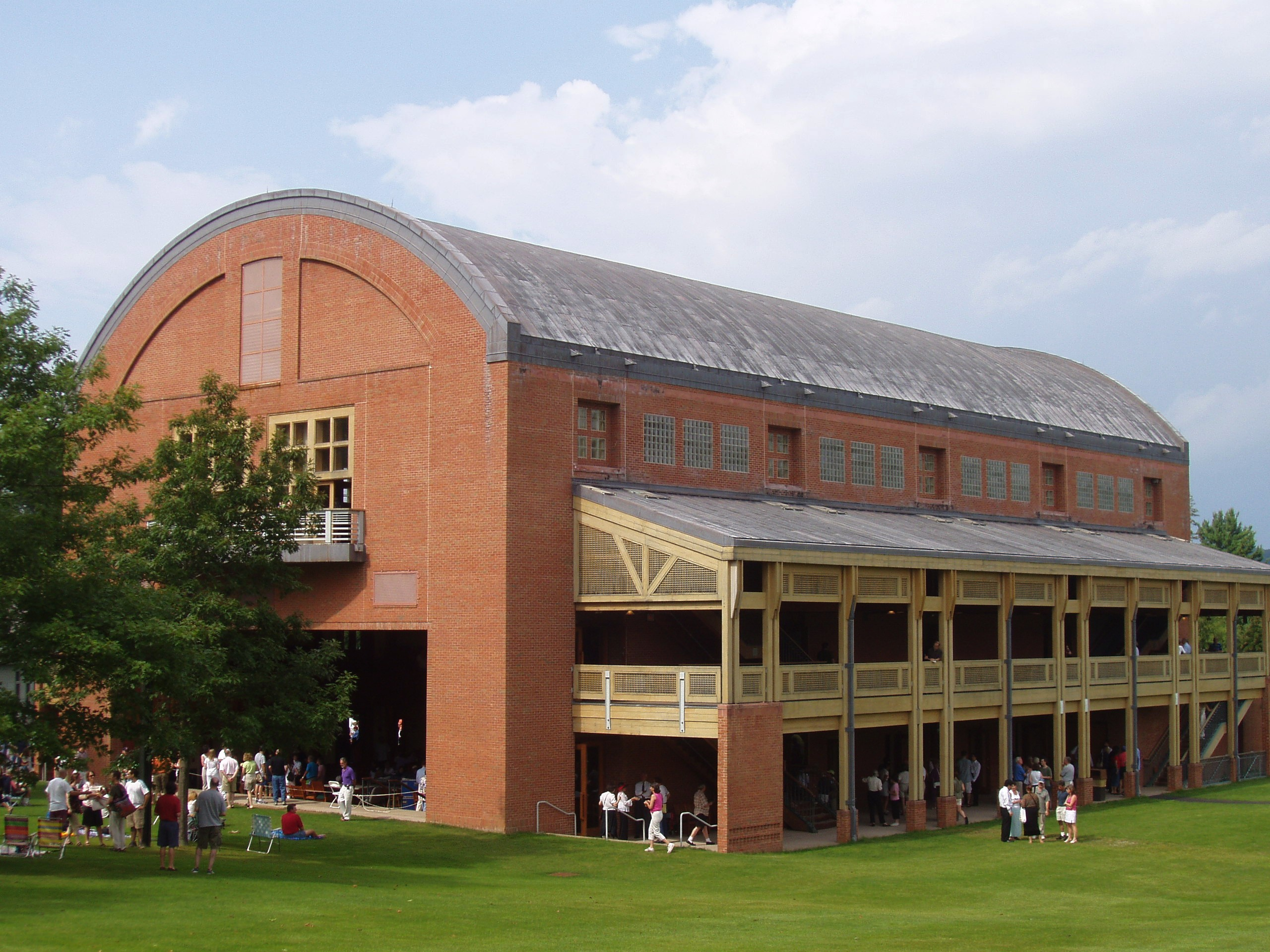
小澤征爾ホール

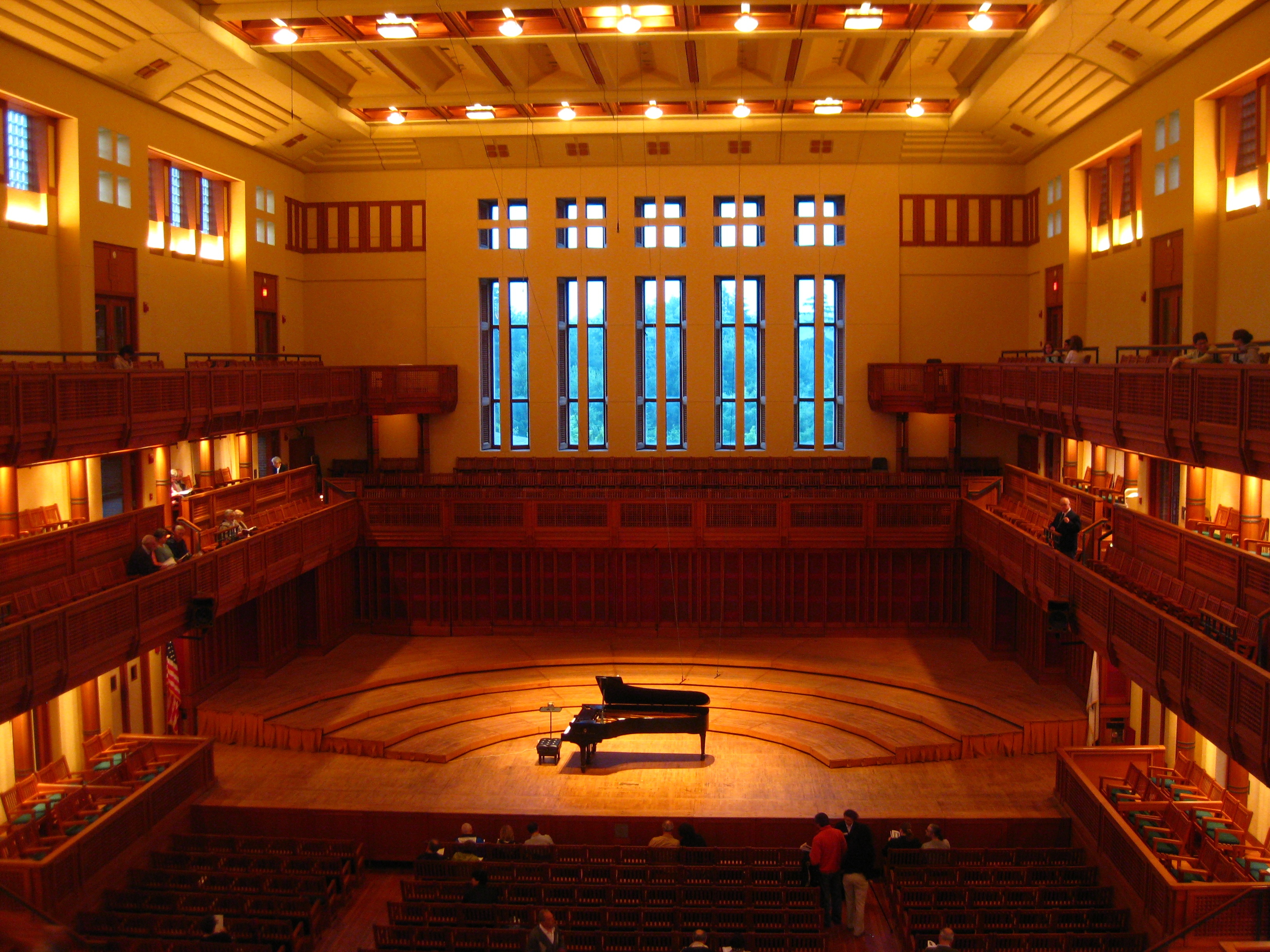
小澤征爾ホールの内部

タングルウッド（Tanglewood）はマサチューセッツ州バークシャー郡レノックスとストックブリッジおよびコネチカット州にまたがる南北158kmにわたる丘陵地帯である。最も標高の高い山はCrum Hill（標高866メートル）。そこで毎年夏にタングルウッド音楽祭とタングルウッド・ジャズフェスティバルが開かれ、1937年よりボストン交響楽団の夏季の活動拠点となっている。

## 歴史
1850年に作家のナサニエル・ホーソーンはウィリアム・アスピンウォール・タッパンという人物からこの土地のコテージを借り、1853年にギリシア神話から「テセウスとミノタウロス」「アンタイオスとピグミー」「竜の牙」「キルケーの宮殿」「ペルセポネ、セレス、プルートーとザクロの種」「イアーソーンと金の羊毛」の6話を少年少女向けにまとめた『タングルウッド物語』（Tanglewood Tales）を書いた。タッパンはそれを記念してコテージを「タングルウッド」と名付け、周辺のタッパン家が所有する土地もタングルウッドと呼ばれるようになった。
タングルウッドは同名の物語に由来する地名である。地名が先にあってホーソーンの物語が描かれたのではない。この本は児童向け物語集、「A Wonder-Book for Girls and Boys」の一部を構成している。
1934年、ニューヨーク・フィルハーモニックのヘンリー・ヘドリーはバークシャーでの音楽祭開催を企図し、ニューヨークの資産家であったガートルード・ロビンソン・スミスに相談を持ちかける。多忙を理由に面会は複数回にわたって断られたが、最終的に面会は実現し、スミス女史は音楽祭の企画に熱中。1935年にストックブリッジのハンナ・ホース・ファームにて1回限りのコンサートが開催され、成功を収める。利益は400ドル（当時）以上であった。翌年のコンサート継続が期待されたが、ヘンリー・ヘドリーの健康悪化を理由に頓挫した。
1936年、スミス女史はこのコンサートの企画にボストン交響楽団をスカウトした。ボストン交響楽団が初めてバークシャー郡で演奏会を開き、最初の3つのコンサートシリーズはテントの下で開かれ、1万5千人の聴衆を集めた。それを聞いたメアリー・アスピンウォール・タッパンはタングルウッドの一族の土地210エーカーをボストン交響楽団に寄贈した。
1937年、ボストン交響楽団はタングルウッドでオール・ベートーヴェン・プログラムを演奏した。1938年には演奏会場として5100席の扇型の小屋（クーセヴィツキー・ミュージック・シェッド）が建設された。2年後に指揮者のセルゲイ・クーセヴィツキーは300人ほどの若手の音楽家を集めて、バークシャー音楽センターと呼ばれる夏季講習会（今日のタングルウッド音楽センター）を開いた。
ボストン交響楽団は第二次世界大戦中の1942年から1945年までを除いて、毎夏クーセヴィツキー・ミュージック・シェッドで演奏会を開いている。1959年にクーセヴィツキー・ミュージック・シェッドは改装され、1986年には隣接するハイウッドの土地を買収して約40％面積が増大した。1994年には新たに拡張された土地に小澤征爾ホールが建設された。
レナード・バーンスタインの最後の舞台は1990年8月のタングルウッドでのボストン交響楽団との演奏会であった。

## 施設
- クーセヴィツキー・ミュージック・シェッド：1938年に建設され、1959年に改装された壁のない屋根つきの演奏会場。もとは名前がなく単にシェッド（小屋）と呼ばれていたが、1988年に音楽祭と音楽センターの創設者セルゲイ・クーセヴィツキーに捧げられた。ボストン交響楽団のほとんどの演奏会と一部のタングルウッド音楽センター・オーケストラの演奏会がここで開かれる。

- 小澤征爾ホール：1994年に建設されたホール。ほとんどの室内楽の演奏会とタングルウッド音楽センター・オーケストラの演奏会がここで開かれる。非常に評価の高いホールで、数々の建築賞を受賞している。

- アーロン・コープランド図書館

その他の劇場、室内楽ホール、運営施設などの建物がタングルウッドの土地全体に散在している。

## 教育
タングルウッドでは、著名な音楽家を招いての演奏会が開催されるだけでなく、タングルウッド音楽センターでプロを目指す音楽家たちへの講習が行われている。さらにボストン大学タングルウッド・インスティトゥートでは高校生のための講座が開講されている。また近隣のユースオーケストラにクーセヴィツキー・ミュージック・シェッドや小澤征爾ホールでの演奏機会を提供している。